# Autorità monetaria di Macao
L'Autorità monetaria di Macao è la banca centrale di Macao.
La moneta ufficiale dello stato asiatico è la pataca.